# Alfabetització digital
L'alfabetització digital és l'acció organitzada, infraestructuralment i metodològica, que pretén incorporar persones, sigui quin sigui el seu punt de partida i la seva condició social o cultural, als corrents de coneixement i activitat desenvolupades entorn de les TIC.
Els processos d'alfabetització tecnològica es poden desenvolupar en tres línies:
- La formació, com a element clau per a possibilitar l'ús de les TIC i vèncer actituds negatives.
- El desenvolupament de punts d'accés, amb l'objecte d'establir la igualtat democràtica en les oportunitats d'accés a la tecnologia.
- La participació comunitària, a partir de la inclusió de la persona en els corrents de generació i intercanvi de coneixement de la seva comunitat.

En aquesta línia s'entén l'alfabetització digital o tecnològica com:
- És un procés educatiu, de formació contínua, on les persones incorporen a la seva activitat habitual noves maneres de fer, convertint-se en agents actius del seu propi desenvolupament i s'incorporen a un nou model de societat.
- Un instrument per a facilitar que tota la població conegui la utilització i les conseqüències de l'ús de les TIC per evitar les desigualtats, injustícies i situacions que s'han succeït en la nostra història com producte d'altres desigualtats.
- Un mitjà per a dotar de les habilitats necessàries a la ciutadania i contribuir al seu millor desenvolupament en la Societat de la Informació i la Comunicació.
- Un mètode d'acostament equitatiu de tota la població a les tecnologies, per a conèixer la realitat tecnològica, molt diferent a la qual habitualment es desenvolupen.
- Una alfabetització tecnològica que es desenvolupa a través de projectes dirigits als diferents sectors de població, amb els quals es treballa en el marc d'una estratègia que permeti a la ciutadania adquirir, en igualtat d'oportunitats, coneixements tecnològics bàsics i ocupar noves tasques.
- Un procés pel qual s'arriba al coneixement d'una nova forma de vida a través de l'ús de les TIC en el seu nivell més bàsic.
- Un mitjà per a desenvolupar la independència y l'autonomia personal en l'ús de les tecnologies i assolir capacitat suficient per a aprendre i acumular coneixements, innovar i actuar, aprofitant noves possibilitats de relacionar-se.
- Una transformació en la manera de vida i pensament dels ciutadans.

A més no solament s'entén com a familiaritzar a una persona en l'ús i maneig d'ordinador o de la Internet, sinó també mostrar-li les possibilitats que les tecnologies ofereixen (accés a una informació molt actualitzada, abundant i de qualsevol part del món, comunicació, ocupació, noves relacions personals, accés a coneixements...)